# Pelidnota texensis
Pelidnota texensis är en skalbaggsart som beskrevs av Thomas Casey 1915. Pelidnota texensis ingår i släktet Pelidnota och familjen Rutelidae. Inga underarter finns listade i Catalogue of Life.